# سارة كامبيون
سارة كامبيون (بالإنجليزية: Sarah Kippax)‏ هي لاعبة الاسكواش بريطانية، ولدت في 10 مايو 1983 في تشستر في المملكة المتحدة.

## وصلات خارجية
- سارة كامبيون على موقع الاتحاد الدولي لمحترفي الاسكواش (مؤرشف) (الإنجليزية)
- سارة كامبيون على موقع SquashInfo.com (الإنجليزية)
- سارة كامبيون على موقع اتحاد ألعاب الكومنولث (مؤرشف) (الإنجليزية)